# Charles H. Aldrich

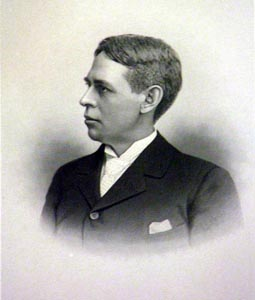
Charles H. Aldrich

Charles Henry Aldrich (* 28. August 1850 im LaGrange County, Indiana; † 13. April 1929 in Chicago, Illinois) war ein US-amerikanischer Jurist und United States Solicitor General.

## Biografie
Nach dem Schulbesuch studierte er an der University of Michigan und erwarb dort 1875 einen Bachelor of Arts (B.A.). Nach seiner Zulassung zum Rechtsanwalt im Bundesstaat Indiana 1875 war er zunächst als Anwalt in der Kanzlei Coombs, Morris & Bell tätig, ehe er 1876 nach der Zulassung zum Rechtsanwalt im Bundesstaat Illinois Partner der Anwaltskanzlei Aldrich, Payne & Defrees wurde.
Im März 1892 wurde Charles Aldrich, der Mitglied der Republikanischen Partei war, von Präsident Benjamin Harrison zum Solicitor General ernannt. Damit nahm er bis April 1893 den dritten Rang der Hierarchie im Justizministerium der Vereinigten Staaten ein.
Aldrich war daneben Mitglied mehrerer juristischer Berufsverbände wie der Chicago Bar Association und der American Bar Association sowie zeitweise Präsident des Chicago Law Club.